# History of the Arabs
History of the Arabs (engl. für Geschichte der Araber) ist ein Klassiker der Arabistik von dem amerikanisch-libanesischen Islamwissenschaftler Philip Khuri Hitti (1886–1978) über die Geschichte der Araber von Beginn des Islams im Mittelalter, ihre Eroberungen, ihre Reiche, die Zeit ihrer Größe und des Niedergangs. Das Werk eröffnet ein reiches und sehr instruktives Panorama über die Geschichte der arabisch-islamischen Länder. Ursprünglich erschien es 1937 bei Macmillan. Es erlebte viele Auflagen und Ausgaben und war lange Zeit ein Standardwerk.
Das Werk ist untergliedert in die sechs Teile: I The Pre-Islamic Age; II The Rise of Islam and the Caliphal State; III The Umayyad and ‘Abbāsid Empires; IV The Arabs in Europe: Spain and Sicily; V The Last of the Medieval Moslem States; Ottoman Rule and Independence (dt. I. Das vorislamische Zeitalter II. Der Aufstieg des Islams und der Kalifenstaat III Die Reiche der Umayyaden und Abbasiden IV. Die Araber in Europa: Spanien und Sizilien V. Der letzte der mittelalterlichen muslimischen Staaten VI. Osmanische Herrschaft und Unabhängigkeit).
Nach seiner Veröffentlichung wurde das Buch in verschiedene Sprachen übersetzt und galt unter den Gelehrten in aller Welt für lange Zeit als das maßgebende Werk zur arabisch-islamischen Geschichte. Die 10. Ausgabe des Werkes erschien zuerst 1970. In einer neueren Auflage liefert Walid Khalidi einen kurzen Überblick über die Geschichte und den Inhalt des Buches.
Eine arabische Übersetzung des Werkes erschien 1990 in Beirut bei Dār Ġandūr.
Der chinesische Islamgelehrte und Koranübersetzer Ma Jian übersetzte es nach der zehnten Ausgabe von 1970 ins Chinesische, veröffentlicht von der Commercial Press im Jahr 1979.